# Samuel August Sohr
Samuel August Sohr (* 9. September 1751 in Görlitz; † 27. Mai 1838 ebenda) war Doktor der Rechte, Bürgermeister der Stadt Görlitz in der Oberlausitz und Königlicher Hofrat.

## Leben
Sohr wurde 1751 in der Peterstraße 14 als Sohn des Oberamtsadvokaten Johann August Sohr in Görlitz geboren. Die Sohrs waren ein altes, Görlitzer Patriziergeschlecht. Nach Schulabschluss auf dem Gymnasium in Görlitz studierte er an der Universität Leipzig Recht. Im Jahr 1775 wurde er zum Oberamtsadvokaten ernannt. Ein Jahr später stellte ihn seine Heimatstadt als Ratssteuerkassierer ein. In den Folgejahren wurde er Senator (1780), Stadtrichter (1790) und im Jahr 1801 schließlich Bürgermeister. Er bekleidete insgesamt 32 Jahre das Bürgermeisteramt seiner Heimatstadt und legte es erst 1833 nieder. Im Mai 1838 verstarb er hochbetagt.
In seine Amtszeit als Bürgermeister fielen die Napoleonischen Kriege, bei der auch verschiedene Armeen durch die Stadt zogen. Über diese Zeit schrieb er auch in seinem Beitrag „Görlitz im Jahr 1813“, das 1884 im Neuen Lausitzischen Magazin, einer Publikation der Oberlausitzischen Gesellschaft der Wissenschaften, veröffentlicht wurde. Weiterhin engagierte er sich für die Handwerkerschule sowie für die Gründung und Arbeit der Oberlausitzischen Gesellschaft der Wissenschaften. Sohr gehörte auch zu den ersten 20 Mitgliedern der Gesellschaft. Zu seinem 50-jährigen Jubiläum als Advokat verlieh ihm der König den roten Adlerorden und den Titel eines königlichen Hofrats.
Nach der Hochzeit mit der Tochter des Bürgermeisters Fröhlich im Jahr 1779 erhielt er auch deren Landgüter Leschwitz und Posottendorf. Mit seiner Frau hatte er 14 Kinder, von denen jedoch nur drei Töchter und vier Söhne überlebten.